# Sénergues
Sénergues – miejscowość i gmina we Francji, w regionie Oksytania, w departamencie Aveyron. W 2013 roku jej populacja wynosiła 437 mieszkańców. Przez teren gminy przepływają rzeka Lot oraz struga Ouche. 